# Hugo Gottardi
Hugo Gottardi (Elortondo, 3 juli 1953) is een voormalig  Argentijnse voetballer. 
Gottardi begon zijn carrière bij Racing Club en schakelde dan over naar Estudiantes waar hij twee landstitels mee behaalde. Door dit succes ging hij in 1983 naar het Colombiaanse Independiente Santa Fe waar hij in 1983 en 1984 topschutter werd. 
Na zijn spelerscarrière werd hij assistent-trainer van Miguel Ángel Russo en won met hem in 2005 de titel met CA Vélez Sarsfield en in 2007 de Copa Libertadores met CA Boca Juniors. 